# HD 171247
HD 171247，又名BD+08 3741，SAO 123634、HR 6967，是一颗恒星，视星等为6.42，位于銀經38.29，銀緯7.75，其B1900.0坐标为赤經18h 28m 35s，赤緯+8° 7.75′ 36″。